# 3. korpus vojnega letalstva in protiletalske obrambe (JLA)
Za druge 3. korpuse glejte 3. korpus.
3. korpus vojnega letalstva in protiletalske obrambe je bil korpus vojnega letalstva in protiletalske obrambe v sestavi Jugoslovanske ljudske armade.

## Zgodovina
3. korpus vojnega letalstva in protiletalske obrambe je nastal z reorganizacijo 3. letalskega korpusa.

## Organizacija
1991
- poveljstvo
- štabna helikopterska eskadrilja (8x Mi-8; Niš )
- 83. lovski letalski polk (Letališče Slatina, Priština )
- 98. letalska brigada (Skopski Petrovec )
- 119. letalska brigada (Niš )
- 172. lovsko-bombniški letalski polk (letališče Golubovci, Titograd )